# Claudine Brohet
Claudine Brohet (ur. 22 kwietnia 1965 w Eugies) – belgijska sędzia piłkarska. Zanim została sędzią, przez dziesięć lat grała na pozycji bramkarza (karierę zakończyła w RSC Anderlecht, grającym w belgijskiej Dywizji 1). Od 1998 jest sędzią międzynarodową FIFA.